# WK Trikes
WK Trikes is een Duitse leverancier van trikes die zowel qua uiterlijk als type-aanduiding wel erg veel weg hebben van Rewaco-trikes.
Alleen een Rewaco heeft een buisframe geen massief  frame en een schakelpook tussen de benen.
WK trikes is een van de oudste trike-merken (sinds 1989).